# Stray Cats
Els Stray Cats són un grup de rockabilly format el 1979 per Brian Setzer (guitarra i veu) amb dos amics de l'escola, Lee Rocker (contrabaix) i Slim Jim Phantom (semi-bateria) a la ciutat de Massapequa, Nova York a Long Island. És el grup més important del revival del rockabilly i va contribuir decisivament a la seva renovació musical i estètica tot obrint la porta cap a posterior renovacions, com ara, el psychobilly. La cançó Rock this Town és, segons el Rock and Roll Hall of Fame, una de les 500 més importants de la història del rock and roll.

## Història
La seva música està basada en el so dels artistes de la dècada del 1950 del segell Sun Records i fortament influïts, també, per Bill Haley and his Comets, Carl Perkins, Gene Vincent o Eddie Cochran. En principi varen tenir poc èxit al seu Nova York natal. La primera banda que reuní els tres membres va ser Bryan & The Tomcats tot i que Setzer ja formava part dels Bloodless Pharaohs, una formació de new wave. Aquest fet sempre li ha reportat crítiques per part dels puristes del rockabilly. Es dedicaven a tocar pels clubs de Long Island mentre Brian Setzer treballava a una fàbrica de focs artificials i Slim Jim Phantom i Lee Rocker encara estudiaven, quan Brian va conèixer un cambrer anglès anomenat Tommy Bidgood que els va parlar del ressorgiment del rockabilly a Anglaterra. El grup –que ja s'anomenava Stray Cats– s'hi va traslladar i Bidgood esdevingué el seu mànager. El grup es trobà enmig d'una incipient reactivació de rockabilly, amb els joves portant jaquetes de caiguda, sabates brothel creepers i tupès. Abans de donar-se a conèixer, el grup va passar una temporada sense tenir diners ni per una habitació d'hotel. Durant el dia caminaven per Londres trucant a les portes de les discogràfiques i durant la nit havien de dormir als cinemes de sessió contínua.
Per fi signen un contracte amb Arista que els permet fer concerts al circuit del Gran Londres. A partir d'aquest moment comencen a guanyar fama al cercle underground i aconsegueixen un bon grup de seguidors.
Després d'un concert a Londres, els Stray Cats van conèixer el productor Dave Edmunds, entusiasta del rock clàssic conegut pels seus treballs amb els Rockpile i en solitari. Edmunds es va oferir a treballar amb el grup. Edmunds els va esperar entre bastidors mentre eren a l'escenari, com que no venien es va ficar al seu camerino i va buidar una ampolla de vodka que hi havia. Quan el grup va arribar la primera reacció va ser fer fóra l'intrús fins que, després d'insistir que era Dave Edmunds, el varen reconèixer.

## Stray Cats
Poc després van entrar a l'estudi a gravar el seu àlbum de debut Stray Cats, publicat a Anglaterra el 1981 per Arista Records amb producció d'Edmunds. El disc era el més allunyat d'un simple revival. Mesclaven el so dels anys 50 amb el del punk i renovaven l'estètica amb pentinats inspirats en el punk, que eren versions modernes dels clàssics tupès, utilitzant laca en comptes de brillantina i lluint robes de colors llampants. El novembre del 1980 surt el primer senzill Runaway Boys, li seguirien Rock this Town i Stray Cat Strut.
El disc suposa la recuperació de figues fosques del rock & roll i el rockabilly de les que realitzen adaptacions com: That Mellow Saxaphone de Roy Montrell (Wild Saxaphone), Bob Bop Da Doo Bop de Lew Williams (Fishnet Stockings) o Please Gimmie Something de Bill Allen & The Backetas (Crawl up and Die), a més de clàssics com Double Talkin' Baby de Gene Vincent i Jeanie, Jeanie, Jeanie d'Eddie Cochran o Ubangi Stomp de Warren Smith. La premsa anglesa els qualificà de Punk-a-Billys.

## Gonna Ball
Pel següent àlbum, Arista va enviar els Stray Cats a l'Illa de Montserrat a enregistrar el disc seguint el que havien fet The Police. El resultat fou Gonna Ball, produït per ells mateixos. Hi ha una versió de Your Baby Blue Eyes dels germans Burnette, una balada, Lonely Summer Nights o la que li dona títol, Gonna Ball, un poderós aliatge de rhythm & blues i rockabilly. Malgrat tots aquests factors no va assolir la mateixa popularitat que el primer. Varen fer gires per Austràlia, Japó i Escandinàvia a més de la Gran Bretanya.
La discogràfica EMI s'adonà que els seus àlbums s'estan venent relativament bé als EUA i que senzills com Rock This Town es radien sovint. Per solucionar el problema, l'any 1982 EMI America va publicar, pel públic estatunidenc, Built for Speed, una recopilació dels dos primers àlbums que només contenia, com a novetat, la cançó que li dona nom.
En aquesta època Brian heretà tot el vestuari d'Eddie Cochran com a premi a la seva perseverança en la seva defensa del rock & roll.

## Rant N'Rave

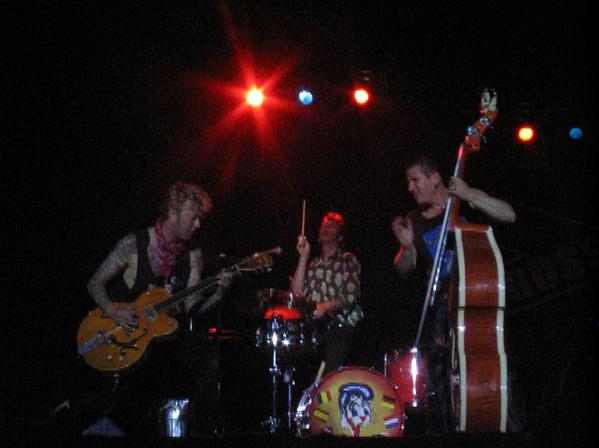
Concert a Gijón, Espanya, el 2004

Al següent àlbum, Rant N' Rave with the Stray Cats Dave Edmunds tornà a la producció. En un principi s'havia pensat en Bill Wyman i, fins i tot, s'havien enregistrat 6 temes. Inclou un tema doo-wop I Won't Stand in Your Way amb la col·laboració del quintet vocal Fourten Karat Soul, de la qual es va enregistrar, també, una versió a cappella. L'èxit més important fou, tanmateix, Sexy+17.
Aquest disc representa el moment més àlgid, pel que fa a popularitat, del grup i suposà un punt i a part a la seva carrera. El grup se separa i els seus membres s'allunyen temporalment de la música.

## Rock Therapy
Una reunió temporal dona com a fruit Rock Therapy, un disc de transició i una mica desmotivat que no obstant no desmereix els altres discos de la banda. Inclou versions de Gene Vincent Race With The Devil i Charlie Feathers One Hand Loose i temes propis que van des del rockabilly clàssic fins a d'altres que esbossen la línia que Brian Setzer seguiria als seus primers discos en solitari.
A partir d'aquí els tres membres comencen les seves carreres en solitari publicant discos propis o col·laborant amb altres músics, en general, amb experiències allunyades del rockabilly.

## Blast Off!
El 1988, Brian Setzer, Lee Rocker i Slim Jim Pahntom es tornen a reunir per fer una sèrie de concerts pels EUA. La resposta fou tan positiva que decidiren fer un nou àlbum. El 1989 i novament amb producció de Dave Edmunds apareix Blast Off! , precedit pel senzill Bring it Back Again. Hi ha diverses versions, algunes directes, d'altres subliminars. Glen Glenn (Everybody Needs Rock & Roll), Lou Miller (Slip, Slip, Slippin' In) i la mescla-homenatge que suposa Gene & Eddie. Blast off!  s'acomiada amb 9 Lives que deixa clares les intencions que tenen tots tres de ressuscitar les vegades que calgui i no 7 sinó 9 vegades més.
Aquest va ser el darrer gran disc dels Stray Cats. Han anat reapareixent periòdicament i editant treballs irregulars, mentre desenvolupaven les seves respectives carreres personals.
El 1990 publicaren Let's Go Faster amb producció de Nile Rodgers amb un registre proper a l'AOR. El 1992 Dave Edmunds produí Choo Choo Hot Fish on retornaven a un so més rock & roll i el 1993 el disc de versions Original Cool, el més interessant dels publicats els anys 90.

## Projectes personals

### Brian Setzer
- Bloodless Pharaohs
- Brian Setzer – en solitari
- The Brian Setzer Orchestra
- Brian Setzer '68 Comeback Special
- Brian Setzer & The Nashvillains

### Lee Rocker
- Phantom, Rocker & Slick
- Swing Cats
- Lee Rocker – en solitari

### Slim Jim Phantom
- Phantom, Rocker & Slick
- Swing Cats
- The head cat
- Dead Men Walking

## Discografia
- Stray Cats (1981)
- Gonna Ball (1981)
- Built for Speed (1982) - recopilatori
- Rant N' Rave with the Stray Cats (1983)
- Rock Therapy (1986)
- Blast Off!  (1989)
- Let's Go Faster!  (1990)
- The Best of the Stray Cats: Rock This Town (1990) - recopilatori
- Choo Choo Hot Fish (1992)
- Original Cool (1993)
- Rumble in Brixton (2004) - directe

## Guardons
Nominacions
- 1983: Grammy al millor nou artista